# هنري سميث كارهارت
هنري سميث كارهارت (بالإنجليزية: Henry Smith Carhart) (و. 1844 – 1920 م) هو فيزيائي 
توفي عن عمر يناهز 76 عاماً.

## التعليم
تعلم في جامعة هارفارد، وجامعة وسليان، وجامعة ييل

## مناصب وهيئات
أدار جامعة نورث وسترن (إلينوي)، وجامعة ميشيغان.